# Zangilan (quận)
Zangilan (tiếng Azerbaijan:Zəngilan) là một quận thuộc Azerbaijan. Dân số thời điểm năm 2012 là 35336 người.